# Minyas
Dans la mythologie grecque, Minyas (en grec ancien Μινύας / Minýas) est le fondateur d'Orchomène en Béotie, ainsi que son premier roi, et le héros éponyme des Minyens.

## Famille

### Ascendance
Son père varie selon les sources : Chrysès, Éole ou Poséidon, et sa mère est tantôt inconnue, tantôt désignée comme l'Océanide Callirrhoé. Minyas est parfois donné comme fils d'Étéocle (en), lui-même fils d'Andréos, qui est aussi donné comme le fondateur et premier roi d'Orchomène, le district autour d'Orchomène en Béotie, Andréis, lui devant son nom.

### Descendance
Minyas est marié à Euryanassa, de qui il a Clymène, Orchomène, et trois filles connues sous le nom des Minyades.
Il a également une autre fille du nom de Perséphone, mère de Iasos (Iasius), roi d'Orchomène. 

## Roi mythique d'Orchomène et héros des Minyens

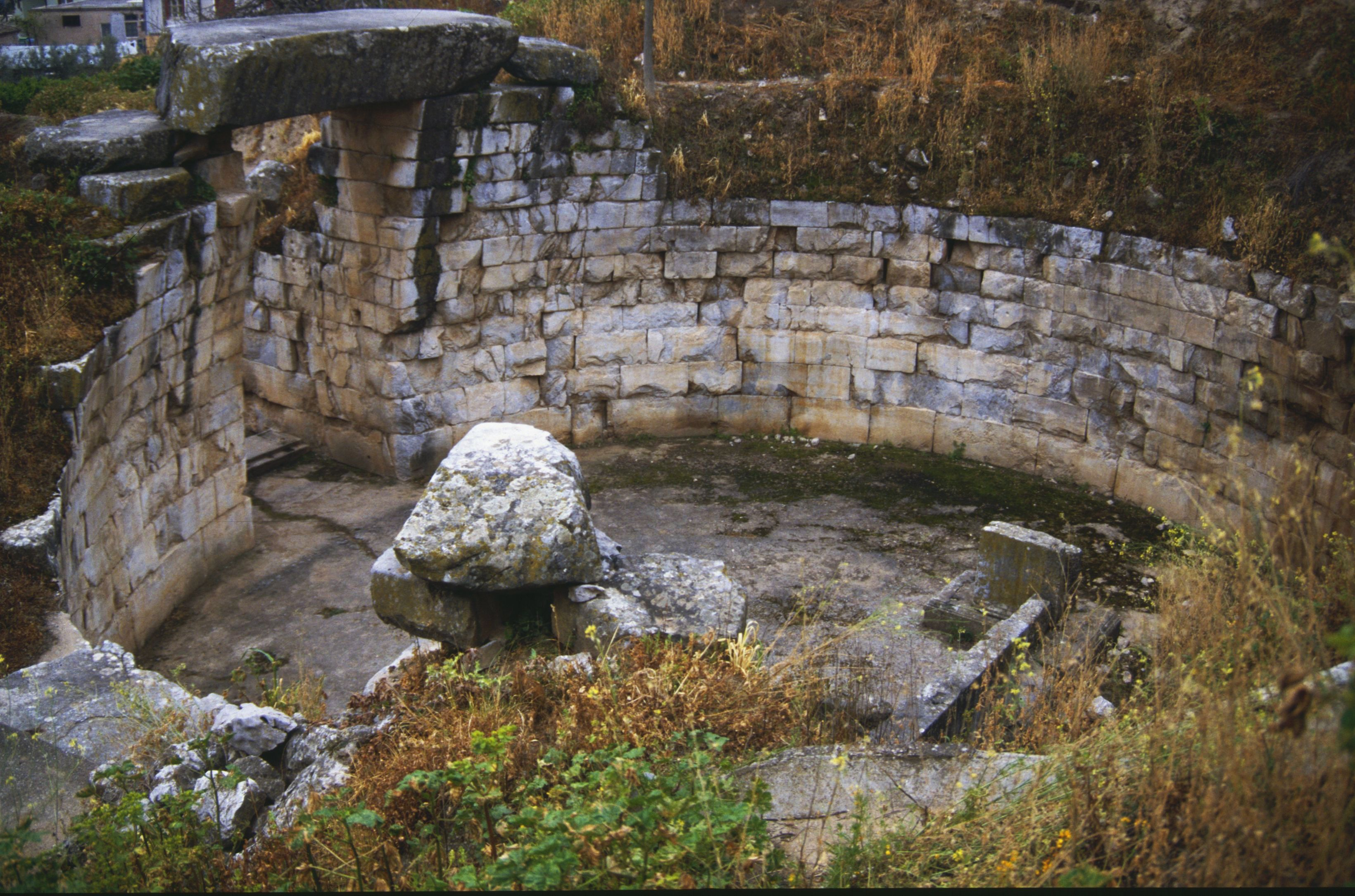
Le « », tombe à tholos mycénienne à Orchomène,.

Les Minyens sont, dans la mythologie grecque, une race légendaire de héros ayant pour origine la cité d'Orchomène. 
Le tombeau de Minyas était supposé se trouver sur l'agora d'Orchomène. Une tombe à tholos y est surnommée « Trésor de Minyas (de) ».